# Karguibangou
Karguibangou (auch: Kargui Bangou, Koguibangou) ist eine Landgemeinde im Departement Dosso in Niger.

## Geographie
Karguibangou liegt in der Großlandschaft Sudan. Die Nachbargemeinden sind Goroubankassam im Nordwesten, Tombokoirey I und Tombokoirey II im Norden, Guéchémé im Nordosten, Karakara im Osten, Zabori im Südosten, Dioundiou im Süden und Tessa im Westen. Bei den Siedlungen im Gemeindegebiet handelt es sich um 64 Dörfer, 29 Weiler und 32 Lager. Der Hauptort der Landgemeinde ist das Dorf Karguibangou.
Durch das Gemeindegebiet verläuft ein Nebental des periodisch wasserführenden Trockentals Dallol Foga. In Karguibangou besteht ein hohes Risiko von Überschwemmungen.

## Geschichte
Die Landgemeinde Karguibangou ging 2002 bei einer landesweiten Verwaltungsreform aus einem Teil des Kantons Dosso hervor. Im Juni 2008 zerstörten Überschwemmungen 14 Häuser und 79 Hütten in der Gemeinde, knapp 1000 Einwohner galten als geschädigt.

## Bevölkerung
Bei der Volkszählung 2012 hatte die Landgemeinde 45.304 Einwohner, die in 5690 Haushalten lebten. Bei der Volkszählung 2001 betrug die Einwohnerzahl 35.677 in 4284 Haushalten.
Im Hauptort lebten bei der Volkszählung 2012 2141 Einwohner in 269 Haushalten, bei der Volkszählung 2001 1426 in 171 Haushalten und bei der Volkszählung 1988 1107 in 161 Haushalten.
In ethnischer Hinsicht ist die Gemeinde ein Siedlungsgebiet von Zarma und Kurfeyawa.

## Politik
Der Gemeinderat (conseil municipal) hat 15 gewählte Mitglieder. Mit den Kommunalwahlen 2020 sind die Sitze im Gemeinderat wie folgt verteilt: 9 ANDP-Zaman Lahiya, 5 RNDP-Aneima Banizoumbou und 1 PNDS-Tarayya.
Jeweils ein traditioneller Ortsvorsteher (chef traditionnel) steht an der Spitze von 63 Dörfern in der Gemeinde, darunter dem Hauptort.

## Wirtschaft und Infrastruktur

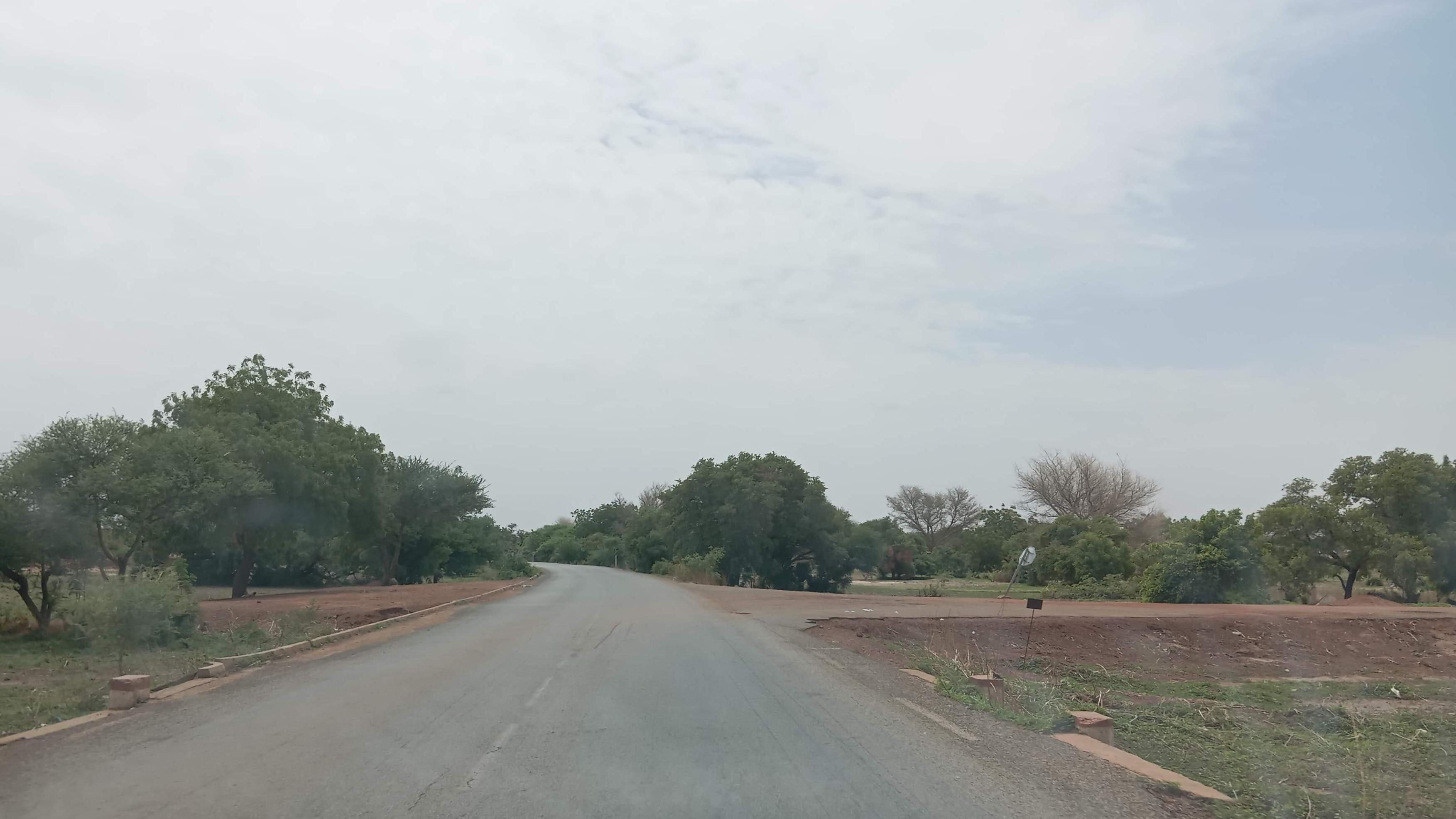
Abzweigung der Nationalstraße 3 von der Nationalstraße 1 in der Gemeinde Karguibangou (2024)

Die Bevölkerung lebt hauptsächlich von der Landwirtschaft. Angebaut werden Hirse, Sorghum, Augenbohnen, Bambara-Erdnüsse und Foniohirse sowie grüner Salat und Kohl. Der Ackerbau ist durch Bodenerosion beeinträchtigt. In Karguibangou wird ein für den grenzüberschreitenden Handel bedeutender Markt abgehalten. Der Markttag ist Mittwoch. Das staatliche Versorgungszentrum für landwirtschaftliche Betriebsmittel und Materialien (CAIMA) unterhält eine Verkaufsstelle im Hauptort.
Gesundheitszentren des Typs Centre de Santé Intégré (CSI) sind im Hauptort sowie in den Siedlungen Babadey, Goumandey Seyni, Tchiangalla und Toulmey vorhanden. Der CEG Karguibangou ist eine allgemein bildende Schule der Sekundarstufe des Typs Collège d’Enseignement Général (CEG). Beim Centre de Formation aux Métiers de Karguibangou (CFM Karguibangou) handelt es sich um ein Berufsausbildungszentrum. Außerdem gibt es 32 Grundschulen im Gemeindegebiet.
Durch die Gemeinde führt die Nationalstraße 1 zwischen Mali und Tschad, die längste Fernstraße Nigers. Beim Dorf Bolbol Goumandey zweigt Nationalstraße 3 nach Koré Maïroua von der Nationalstraße 1 ab. Unter anderem durch das Dorf Tchiangalla verläuft die Route 343 zwischen Agali und Zabori.